# Vilaça (Braga)
Vilaça is een plaats (freguesia) in de Portugese gemeente Braga en telt 893 inwoners (2001).